# Atriplex oblongifolia
Atriplex oblongifolia är en amarantväxtart som beskrevs av Franz de Paula Adam von Waldstein-Wartemberg och Pál Kitaibel. Enligt Catalogue of Life ingår Atriplex oblongifolia i släktet fetmållor och familjen amarantväxter, men enligt Dyntaxa är tillhörigheten istället släktet fetmållor och familjen amarantväxter. Arten har ej påträffats i Sverige. Inga underarter finns listade i Catalogue of Life.